# Fosterella nicoliana
Fosterella nicoliana là một loài thực vật có hoa trong họ Bromeliaceae. Loài này được J.Peters & Ibisch mô tả khoa học đầu tiên năm 2008.